# ایتو سی
ایتو سی (به ژاپنی: 伊藤 整, Itō Sei); ۱۶ ژانویهٔ ۱۹۰۵ – ۱۵ نوامبر ۱۹۶۹) نویسنده ادبیات نوگرا، شاعر، مقاله‌نویس و مترجم بود.